# 水野勝 (官僚)
水野 勝（みずの まさる、1932年9月7日 - 2017年3月25日）は日本の実業家、官僚。元国税庁長官。

## 経歴
静岡県磐田市出身。磐田南高校から東京大学法学部第2類（公法コース）卒業後の1955年に大蔵省（現・財務省）へ入省（主税局調査課）。1960年2月に科学技術庁原子力局政策課補償係長。1962年7月に館林税務署長。1963年7月に熊本国税局総務部総務課長。1964年7月に国税庁長官官房会計課長補佐。1966年8月に大蔵省主税局国際租税課長補佐。1967年8月に大蔵省主税局総務課長補佐（歳入担当）。1972年7月に関東信越国税局間税部長。1973年7月に国税庁長官官房参事官。1978年6月に大蔵省主税局税制第一課長。1979年7月に大蔵省主税局総務課長。1981年6月に大蔵省大臣官房審議官（主税局担当）。1984年6月に東京国税局長。1985年に大蔵省主税局長。1988年12月27日に国税庁長官を務め、1990年に退官。2004年、瑞宝重光章受章。叙正四位。
その後は生命保険協会副会長を経て、1994年に日本たばこ産業社長に就任。その後は同会長を経て、相談役・顧問となる。日本税務協会会長、日本租税研究協会副会長も務めた。

## 著書
- 主税局長の千三百日 税制抜本改革への歩み（1993年、大蔵財務協会） ISBN 978-4754740009
- 租税法（1993年、有斐閣）ISBN 978-4641031791
- 来しかた行くすえ 税制とともに歩んだ三十年（1993年、ぎょうせい）ISBN 978-4324039434
- 税制改正五十年 回顧と展望（2006年、大蔵財務協会）ISBN 978-4754712259